# Dedication
Dedication ist eine US-amerikanische Filmkomödie aus dem Jahr 2007. Regie führte Justin Theroux, das Drehbuch schrieb David Bromberg.

## Handlung
Der Kinderbuchautor Henry Roth ist mit dem Zeichner Rudy Holt befreundet, der seine Bücher bebildert. Nachdem einige gemeinsame Arbeiten erfolgreich wurden, stirbt Holt. Roths Verleger Arthur Planck engagiert die Grafikerin Lucy Reilly. Da Roths Leistung nachlässt und für die Veröffentlichung des nächsten Buchs ein fester Termin existiert, bietet Planck Reilly eine Prämie an, wenn sie Roth zum Schreiben bewegt.
Reillys Ex-Freund Jeremy, der mit ihr zwei Jahre zuvor Schluss machte, taucht wieder auf. Er widmet ihr sein neues Buch. Reilly und Roth treffen sich jedoch häufig zum Arbeiten, wobei sie sich näherkommen.

## Kritiken
Roger Ebert schrieb in der Chicago Sun-Times vom 21. September 2007, man könne Billy Crudup und Mandy Moore mögen. Der Zuschauer möge sie so sehr, dass er bedauere, sie in diesem Film gesehen zu haben.
Todd McCarthy schrieb in der Zeitschrift Variety vom 28. Januar 2007, die einzelnen Szenen im Regiedebüt von Justin Theroux würden ein gewisses Flair aufweisen, aber insgesamt wirke der Film abweisend. Theroux beherrsche seinen Grundton nicht. Moore agiere „perfekt“, man hätte jedoch die von ihr gespielte Figur bei der Arbeit zeigen können.

## Hintergründe
Der Film wurde in New York City und auf Long Island gedreht. Seine Weltpremiere fand am 22. Januar 2007 auf dem Sundance Film Festival statt. Am 24. August 2007 kam er in die ausgewählten Kinos der USA, in den er ca. 91 Tsd. US-Dollar einspielte. Im Februar 2008 wurde er in den USA auf DVD veröffentlicht.